# Гасанова, Фатьма Гасан кызы
Фатьма Гасан кызы Гасанова (азерб. Fatma Həsən qızı Həsənova; род. 1946, г. Нуха) — советская азербайджанская ткачиха. Депутат Верховного Совета СССР 10-го созыва (1979—1984).

## Биография
Родилась в 1946 году в городе Нуха Нухинского района Азербайджанской ССР (ныне город Шеки).
Начала трудовую деятельность в 1962 году на Нухинской шелкопрядильной фабрике, трудилась ткачихой Шекинского производственного шелкового объединения имени В. И. Ленина. 
Достигла высоких результатов при выполнении производственных заданий десятой (1976—1980) пятилетки. Освоив работу сразу на нескольких станках, перевыполняла плановые задания, более пяти раз побеждала в социалистическом соревновании работников шёлковой промышленности. Приложила усилия для подготовки ряда молодых специалистов-многостаночников на комбинате.
Активно участвовала в общественно-политической жизни республики и Советского Союза. В 1979 году избрана депутатом Совета Союза Верховного Совета СССР 10-го созыва от Шекинского избирательного округа № 701 Азербайджанской ССР, член Планово-бюджетной комиссии Совета Союза.